# حج نج (فشارود)
حج نج (بالفارسية: حج نج) هي مستوطنة تقع في إيران في قسم فشارود الريفي. يقدر عدد سكانها بـ 71 نسمة .